# Kabinett Shinzō Abe III (2. Umbildung)
Das zum zweiten Mal umgebildete dritte Kabinett Abe (japanisch 第3次安倍第2次改造内閣 daisanji Abe dainiji kaizō naikaku) regierte Japan unter Führung von Shinzō Abe von einer Kabinettsumbildung am 3. August 2016, die Abe einige Wochen nach der Senatswahl 2016 durchführte, bis zu einer erneuten Kabinettsumbildung am 3. August 2017. Bei der Wahl 2016 hatten die Regierungsparteien LDP und Kōmeitō ihre Mehrheit ausgebaut, wenige Tage später gewann die LDP durch einen Beitritt erstmals seit 1989 eine eigenständige Senatsmehrheit und hält damit Mehrheiten in beiden Parlamentskammern, die Koalition regiert aber unverändert weiter.
Acht Minister aus dem vorherigen Kabinett behielten ihre Ressorts, darunter Vizepremier Asō, Chefkabinettssekretär Suga und Außenminister Kishida. Acht der neuen Kabinettsmitglieder waren vorher noch nie Minister gewesen. Alle Minister waren Abgeordnete in der Nationalversammlung: Einschließlich des Premierministers kamen 17 aus dem Abgeordnetenhaus, drei aus dem Senat (darunter beide Senatoren der Präfektur Wakayama). Bei Antritt gehörten dem Kabinett drei Frauen an; durch den Rücktritt von Verteidigungsministerin Inada waren es letztlich zwei Frauen.
Unter diesem Kabinett fanden am 23. Oktober 2016 zwei Nachwahlen zum Abgeordnetenhaus in den Präfekturen Tokio und Fukuoka statt.

## Minister
| Ministerressort | Weitere Aufgaben | Minister                              | Bild              | Parlamentsmandat (Kammer, Wahlkreis, Fraktion) | Faktion  |
| --- | --- | ------------------------------------- | ----------------- | ---------------------------------------------- | -------- |
| Premier | – | Shinzō Abe                            | Shinzō Abe        | Abg., Yamaguchi 4, LDP                         | (Hosoda) |
| Finanzen Besondere Aufgaben (Finanzsektor)                                                                                    | „Überwindung der Deflation“ (defure dakkyaku) 1. Vertreter des Premierministers (Vizepremier) | Tarō Asō                              | Tarō Asō          | Abg., Fukuoka 8, LDP                           | Asō      |
| Allgemeine Angelegenheiten | das „My-Number-System“ (mainambā seido [reformierte Sozialversicherungsnummer]) | Sanae Takaichi                        | Sanae Takaichi    | Abg., Nara 2, LDP                              | –        |
| Justiz | – | Katsutoshi Kaneda                     | Katsutoshi Kaneda | Abg., Akita 2, LDP                             | Nukaga   |
| Auswärtige Angelegenheiten | 4. Vertreter des Premierministers | Fumio Kishida                         | Fumio Kishida     | Abg., Hiroshima 1, LDP                         | Kishida  |
| Kultus und Wissenschaft | „Bildungserneuerung“ (kyōiku saisei) | Hirokazu Matsuno                      | Hirokazu Matsuno  | Abg., Chiba 3, LDP                             | Hosoda   |
| Soziales und Arbeit | 5. Vertreter des Premierministers | Yasuhisa Shiozaki                     | Yasuhisa Shiozaki | Abg., Ehime 1, LDP                             | –        |
| Land-, Forst- und Fischereiwirtschaft                                                                                         | – | Yūji Yamamoto                         | Yūji Yamamoto     | Abg., Kōchi 2, LDP                             | Ishiba   |
| Wirtschaft und Industrie Besondere Aufgaben (Organisation für Atomkraftentschädigungen & Reaktorstillegung)                   | „Wettbewerbsfähigkeit der Industrie“ (sangyō kyōsōryoku) „Wirtschaftliche Zusammenarbeit mit Russland“ (Roshia keizai bun’ya kyōryoku) „wirtschaftliche Schäden durch Atomkraft“ (genshiryoku keizai higai) | Hiroshige Sekō                        | Hiroshige Sekō    | Sen. (Klasse von 2013), Wakayama, LDP          | Hosoda   |
| Land und Verkehr | „Maßnahmen zum Wasserkreislauf“ (mizujunkan seisaku) | Keiichi Ishii                         | Keiichi Ishii     | Abg., Verhältnisw. Nord-Kantō, Kōmeitō         | –        |
| Umwelt Besondere Aufgaben (Atomkraftkatastrophenschutz)                                                                       | – | Kōichi Yamamoto                       | Kōichi Yamamoto   | Abg., Ehime 4, LDP                             | Tanigaki |
| Verteidigung | – | Tomomi Inada (bis 28. Juli 2017)      | Tomomi Inada      | Abg., Fukui 1                                  | Hosoda   |
| Verteidigung | – | Fumio Kishida (kommissarisch)         | Fumio Kishida     | Abg., Hiroshima 1, LDP                         | Kishida  |
| Kabinettssekretariat | „Verringerung der Last der Stützpunkte in Okinawa“ (Okinawa kichi futan keigen) 2. Vertreter des Premierministers | Yoshihide Suga                        | Yoshihide Suga    | Abg, Kanagawa 2, LDP                           | –        |
| Wiederaufbau | „umfassend Erholung vom Atomkraftunfall von Fukushima“ (Fukushima gempatsu jiko saisei sōkatsu) | Masahiro Imamura (bis 26. April 2017) | Masahiro Imamura  | Abg., Verhältnisw. Kyūshū, LDP                 | Nikai    |
| Wiederaufbau | „umfassend Erholung vom Atomkraftunfall von Fukushima“ (Fukushima gempatsu jiko saisei sōkatsu) | Masayoshi Yoshino (ab 26. April 2017) | Masayoshi Yoshino | Abg., Fukushima 5, LDP                         | Hosoda   |
| Nationale Kommission für Öffentliche Sicherheit Besondere Aufgaben (Verbraucher & Lebensmittelsicherheit; Katastrophenschutz) | „Maritime Angelegenheiten, Territorialkonflikte“ (kaiyō seisaku・ryōdo mondai) „Stärkung der Zähigkeit des Landes“ (kokudo kyōjinka) [Regierungsprogramm zur Katastrophenschutzinfrastruktur] | Jun Matsumoto                         |                   | Abg., Kanagawa 1, LDP                          | Asō      |
| Besondere Aufgaben (Okinawa & Nordgebiete; Cool-Japan-Strategie; geistiges Eigentum; Wissenschaft & Technologie; Raumfahrt)   | IT-Politik (jōhō tsūshin gijutsu （ai-tī） seisaku) | Yōsuke Tsuruho                        | Yōsuke Tsuruho    | Sen. (Klasse von 2016), Wakayama, LDP          | Nikai    |
| Besondere Aufgaben (Wirtschafts- & Fiskalpolitik)                                                                             | „Wirtschaftserneuerung“ (keizai saisei) „integrierte Reform von Sozialsicherungssystem & Steuern“ (shakai hoshō・zei ittai kaikaku) 3. Vertreter des Premierministers | Nobuteru Ishihara                     | Nobuteru Ishihara | Abg., Tokio 8, LDP                             | Ishihara |
| Besondere Aufgaben (Geburtenrückgang; Geschlechtergleichstellung)                                                             | „Aktivierung aller 100 Millionen“ (ichi-oku-sō-katsuyaku) [Regierungsprogramm zur ökonomischen und gesellschaftlichen Stabilität im demographischen Wandel] „Reform der Arbeitsweise“ (hatarakikata kaikaku) [Regierungsinitiative zur Beschränkung extrem langer Arbeitszeiten] „Aktivierung von Frauen“ (josei katsuyaku) [siehe Abenomics bzw. „Womenomics“] „Sai-Challenge“ (saicharenji) [Regierungsprogramm für Berufs(wieder)einstieg] das Entführungsproblem (rachi mondai) [siehe Entführungen japanischer Staatsbürger durch die DVRK] | Katsunobu Katō                        |                   | Abg., Okayama 5, LDP                           | Nukaga   |
| Besondere Aufgaben (Regionalbelebung; Deregulierung)                                                                          | „von Stadt, Mensch, Arbeit“ (machi, hito, shigoto sōsei) „Verwaltungsreform“ gyōsei kaikaku „nationaler öffentlicher Dienst“ (kokka kōmuin seido) | Kōzō Yamamoto                         | Kōzō Yamamoto     | Abg., Fukuoka 10, LDP                          | Kishida  |
| Staatsminister (ohne Geschäftsbereich)                                                                                        | Olympische & Paralympische Spiele Tokio (Tōkyō orimpikku kyōgi taikai・Tōkyō pararimpikku kyōgi taikai) | Tamayo Marukawa                       | Tamayo Marukawa   | Sen. (Klasse von 2013), Tokio, LDP             | Hosoda   |

## Rücktritte
- Wiederaufbauminister Imamura trat im April 2017 über umstrittene Äußerungen zum Tōhoku-Erdbeben 2011 zurück.[2]

- Verteidigungsministerin Inada trat im Juli 2017 über eine Vertuschung von Unterlagen zu einer UN-Friedensmission im Südsudan mit den Selbstverteidigungsstreitkräften zurück.[3]